# 神聖紀オデッセリアII
『神聖紀オデッセリアII』（しんせいきオデッセリアII）は、1995年10月6日に日本のビック東海から発売されたスーパーファミコン用ロールプレイングゲーム。
同社から発売された『神聖紀オデッセリア』（1993年）の続編。前作のメインキャラクターであったルースの息子であるエルグを筆頭に各章において異なる主人公が存在する事や、登場キャラクターの成長する方向性を設定できる事などを特徴としている。
開発はビック東海およびグラフィックリサーチが行い、ディレクターは前作に続きうめはらきみお、音楽はメガドライブ用ソフト『バトルマニア大吟醸』（1993年）を手掛けた玉山文人および益子重徳が担当している。

## 登場人物
設定は攻略本より。
エルグ
第2章の主人公。ペルシャ帝国に亡ぼされたシオン王国の王子。実はペルシャの正当な後継者でもある。始め祖国復興のために旅立つが、自分の使命を知っていく事になる。
イリア
第3章の主人公。異種族の血をひくとされる少女。赤ん坊の頃に、横暴な占い師の老婆カルマンに拾われ育つ。その出生の秘密とは…。
タルカス
第4章の主人公。ローマ帝国のコロセウムで頂点を目指す戦士。対戦相手の殺生も当然視して来たが、純粋な幼女ローレンとの出会いが彼の運命を変える。
マイヤー
第7章の主人公。プロイセンの騎士。若い娘の連続失踪事件の解決を皇帝より命じられ、仲間達と行動を開始するのだが…。

## スタッフ
- ディレクター、PCグラフィック：うめはらきみお
- モンスター・グラフィック：きのとしや、杉本竜也、芹沢俊和
- ボス・グラフィック：きのしたかずあき
- 背景グラフィック：ながやたけき、芹沢俊和、にしむらたかひろ
- ダンジョン・ワークス：うめはらきみお、ながやたけき、きのしたかずあき
- アイテム・ワークス：AGAX
- イベント・ワークス：しょうとしあき
- AMSワークス：すぎむらひであき
- システム・プログラム：佐藤孝保
- バトル・プログラム：蛭田浩二
- ウィンドウ・プログラム：AGAX
- システム・スーパーバイザー：TAKAYAN
- サウンド・ドライバー：G.R.C.
- 音楽：玉山文人（スタジオクリシェ）、益子重徳（スタジオクリシェ）
- パッケージ・アート：STUDIO O2
- アートワーク：むらまつ "ZOKU" のぶあき
- プロモーション：テレビ静岡
- マネージメント：飯室やすひと、はせがわひろし、むらまつ "ZOKU" のぶあき
- インフォメーション：加茂郁一

## 評価
- ゲーム誌『ファミコン通信』の「クロスレビュー」では6、6、7、6の25点[3][5]。レビュアーはゲーム自体はよくあるもので武器の熟練度はどこかで見たことがあり戦闘システムや見た目が初期のファイナルファンタジーのようであると表現して武器は育て甲斐がある、アイテムを合体させて新アイテムを生成するのは新しくワクワクする、戦闘ではスラっとした8頭身キャラが格好いい、モンスターが死ぬときの声が笑える、システムが凝っていてコツコツ遊べるとした一方で戦闘は敵味方与えるダメージが少なく時間がかかって面倒、ストーリーは味はあるがモンスターと戦う理由がよくわからずオリジナリティが欲しかった、序盤からややこしいダンジョンがある、スクロールはカクカクしてしまうとした[5]。

- ゲーム誌『ファミリーコンピュータMagazine』の読者投票による「ゲーム通信簿」での評価は以下の通り、20.8点（満30点）となっている[4]。

| 項目 | キャラクタ | 音楽 | お買得度 | 操作性 | 熱中度 | オリジナリティ | 総合 |
| 得点 | 3.7        | 3.5  | 3.5      | 3.3    | 3.5    | 3.4            | 20.8 |